# Милан Курепа
Милан Курепа (Бачка Паланка, 11. мај 1933 — Београд, 16. октобар 2000) је био српски атомски физичар, професор универзитета и дописни члан САНУ.
Био је редовни професор Природно-математичког факултета у Београду од 1981. године, затим Физичког факултета. За дописног члана САНУ изабран је 1994. године. Његов стриц био је математичар и академик Ђуро Курепа.